# Abu Direh
Abu Direh (em persa: ابوديره, também romanizada como Abū Dīreh; também conhecida como ‘Ali Dāhir e ‘Alī Z̧āher) é uma aldeia do distrito rural de Minubar, no condado de Abadan, na província de Khuzistão, Irã.
Segundo o censo de 2006, sua população era de  habitantes, em  famílias.